# Ледовские Выселки
Ледовские Выселки — деревня в городском округе Кашира Московской области.

## География
Находится в южной части Московской области на расстоянии приблизительно 13 км на юго-запад по прямой от железнодорожной станции Кашира.

## История
Известна с 1859 года, когда здесь был 41 двор. До 2015 года входила в состав сельского поселения Колтовского Каширского района.

## Население
Постоянное население составляло 178 человек (1859), 4 человека в 2002 году (русские 100 %), 1 в 2010.